# كينيتشيرو كوجوري
كينيتشيرو كوجوري (باليابانية: 木暮賢一郎؛ بالكانا: こぐれ けんいちろう) هو لاعب كرة قدم ياباني، ولد في 11 نوفمبر 1979 في كاناغاوا في اليابان. لعب مع Nagoya Oceans ‏.

## وصلات خارجية
- كينيتشيرو كوجوري على موقع الاتحاد الدولي (مؤرشف)  (الإنجليزية)